# Discografia di Eminem
La discografia di Eminem, rapper statunitense in attività dal 1995, si compone di dieci album in studio, due raccolte, un EP, un demo e oltre sessanta singoli, a cui si aggiungono cinque album video e oltre trenta video musicali.

## Album

### Album in studio
| Anno | Titolo | Classifiche | Classifiche | Classifiche | Classifiche | Classifiche | Classifiche | Classifiche | Classifiche | Classifiche | Certificazioni                                                                       |
| Anno | Titolo | USA         | ITA         | AUS         | CAN         | FRA         | GER         | NZL         | SWI         | UK          | Certificazioni                                                                       |
| ---- | --- | ----------- | ----------- | ----------- | ----------- | ----------- | ----------- | ----------- | ----------- | ----------- | ------------------------------------------------------------------------------------ |
| 1999 | The Slim Shady LP - Pubblicato: 23 febbraio 1999 - Etichetta: Interscope, Aftermath - Formato: CD, download digitale                 | 2           | —           | 49          | 9           | 52          | 51          | 23          | 25          | 12          | - CAN: 2× Platino - EUR: Platino - UK: 2× Platino - USA: 4× Platino                  |
| 2000 | The Marshall Mathers LP - Pubblicato: 23 maggio 2000 - Etichetta: Interscope, Aftermath - Formato: CD, LP, download digitale         | 1           | 7           | 1           | 1           | 2           | 3           | 1           | 2           | 1           | - AUS: Platino - CAN: Diamante - EUR: 6× Platino - UK: 6× Platino - USA: Diamante    |
| 2002 | The Eminem Show - Pubblicato: 28 maggio 2002 - Etichetta: Interscope, Aftermath - Formato: CD, LP, download digitale                 | 1           | 1           | 1           | 1           | 2           | 1           | 1           | 1           | 1           | - AUS: 8× Platino - CAN: Diamante - EUR: 3× Platino - UK: 4× Platino - USA: Diamante |
| 2004 | Encore - Pubblicato: 16 novembre 2004 - Etichetta: Interscope, Aftermath - Formato: CD, LP, download digitale                        | 1           | 6           | 1           | 1           | 1           | 1           | 1           | 1           | 1           | - AUS: 6× Platino - EUR: Platino - UK: 3× Platino - USA: 4× Platino                  |
| 2009 | Relapse - Pubblicato: 15 maggio 2009 - Etichetta: Interscope, Aftermath - Formato: CD, LP, download digitale                         | 1           | 4           | 1           | 1           | 1           | 2           | 1           | 2           | 1           | - AUS: Platino - NZL: Platino - UK: Platino - USA: 2× Platino                        |
| 2010 | Recovery - Pubblicato: 18 giugno 2010 - Etichetta: Interscope, Aftermath - Formato: CD, LP, download digitale                        | 1           | 6           | 1           | 1           | 2           | 2           | 1           | 1           | 1           | - AUS: 3× Platino - EUR: Platino - NZL: Platino                                      |
| 2013 | The Marshall Mathers LP 2 - Pubblicato: 5 novembre 2013 - Etichetta: Interscope, Aftermath - Formato: CD, download digitale          | 1           | 2           | 1           | 1           | 2           | 1           | 1           | 1           | 1           |                                                                                      |
| 2017 | Revival - Pubblicato: 17 dicembre 2017 - Etichetta: Interscope, Aftermath - Formato: CD, download digitale                           | 1           | 7           | 1           | 1           | 13          | 2           | 3           | 1           | 1           |                                                                                      |
| 2018 | Kamikaze - Pubblicato: 31 agosto 2018 - Etichetta: Interscope, Aftermath - Formato: CD, LP, MC, download digitale                    | 1           | 1           | 1           | 1           | 3           | 2           | 1           | 1           | 1           |                                                                                      |
| 2020 | Music to Be Murdered By - Pubblicato: 17 gennaio 2020 - Etichetta: Aftermath, Interscope, Shady - Formato: CD, LP, download digitale | 1           | 4           | 1           | 1           | 4           | 2           | 1           | 1           | 1           |                                                                                      |

### Raccolte
| Anno | Titolo | Classifiche | Classifiche | Classifiche | Classifiche | Classifiche | Classifiche | Classifiche | Classifiche | Classifiche | Certificazioni                                                         |
| Anno | Titolo | USA         | ITA         | AUS         | CAN         | FRA         | GER         | NZL         | SWI         | UK          | Certificazioni                                                         |
| ---- | --- | ----------- | ----------- | ----------- | ----------- | ----------- | ----------- | ----------- | ----------- | ----------- | ---------------------------------------------------------------------- |
| 2003 | The Singles - Pubblicato: 23 dicembre 2003 - Etichetta: Shady, Aftermath, Interscope - Formato: CD                              | —           | —           | —           | —           | —           | —           | —           | —           | —           | —                                                                      |
| 2005 | Curtain Call: The Hits - Pubblicato: 6 dicembre 2005 - Etichetta: Shady, Aftermath, Interscope - Formato: CD, download digitale | 1           | 8           | 1           | 1           | —           | 7           | 1           | 5           | 1           | - AUS: 3× Platino - EUR: 2× Platino - UK: 3× Platino - USA: 2× Platino |
| 2006 | Eminem Presents the Re-Up - Pubblicato: 4 dicembre 2006 - Etichetta: Shady, Interscope - Formato: CD, download digitale         | 2           | —           | 17          | 2           | 41          | 15          | 1           | 9           | —           | - AUS: Oro - USA: Platino                                              |

## Mixtape
- Shade 45: Sirius Bizness
- The Freestyle Manual
- Anger Management 3
- Mick Boogie Presents the Pre-Up
- Invasion Part 1
- Conspiracy Theory: Invasion Part II
- I'm Still #1: Mixtape
- The Voodoo Live Mixtape

## Demo
| Anno | Titolo                                                                               |
| ---- | ------------------------------------------------------------------------------------ |
| 1995 | Soul Intent - Pubblicato: 1995 - Etichetta: Indipendente - Formato: MC               |
| 1996 | Infinite - Pubblicato: 12 novembre 1996 - Etichetta: Web Entertainment - Formato: CD |

## Singoli

### Come artista principale
| Anno | Titolo                                                 | Classifiche | Classifiche | Classifiche | Album di provenienza                                     |
| Anno | Titolo                                                 | USA         | AUS         | UK          | Album di provenienza                                     |
| ---- | ------------------------------------------------------ | ----------- | ----------- | ----------- | -------------------------------------------------------- |
| 1999 | Just Don't Give a Fuck                                 | —           | —           | —           | The Slim Shady EP                                        |
| 1999 | My Name Is                                             | 36          | 13          | 2           | The Slim Shady LP                                        |
| 1999 | Guilty Conscience                                      | —           | —           | 5           | The Slim Shady LP                                        |
| 1999 | Role Model                                             | —           | —           | —           | The Slim Shady LP                                        |
| 2000 | The Real Slim Shady                                    | 4           | 11          | 1           | The Marshall Mathers LP                                  |
| 2000 | The Way I Am                                           | 58          | 34          | 8           | The Marshall Mathers LP                                  |
| 2000 | Stan                                                   | 51          | 1           | 1           | The Marshall Mathers LP                                  |
| 2002 | Without Me                                             | 2           | 1           | 1           | The Eminem Show                                          |
| 2002 | Cleanin' Out My Closet                                 | 4           | 3           | 4           | The Eminem Show                                          |
| 2002 | Lose Yourself                                          | 1           | 1           | 1           | 8 Mile (colonna sonora)                                  |
| 2003 | Sing for the Moment                                    | 14          | 5           | 6           | The Eminem Show                                          |
| 2003 | Superman                                               | 15          | —           | —           | The Eminem Show                                          |
| 2003 | Business                                               | —           | 4           | 6           | The Eminem Show                                          |
| 2004 | Just Lose It                                           | 6           | 1           | 1           | Encore                                                   |
| 2004 | Encore                                                 | 25          | —           | —           | Encore                                                   |
| 2004 | Mosh                                                   | —           | —           | —           | Encore                                                   |
| 2004 | Like Toy Soldiers                                      | 34          | 4           | 1           | Encore                                                   |
| 2005 | Mockingbird                                            | 11          | 9           | 4           | Encore                                                   |
| 2005 | Ass Like That                                          | 60          | 10          | 4           | Encore                                                   |
| 2005 | When I'm Gone                                          | 8           | 1           | 4           | Curtain Call: The Hits                                   |
| 2005 | Shake That                                             | 6           | 16          | 28          | Curtain Call: The Hits                                   |
| 2006 | You Don't Know (con 50 Cent, Lloyd Banks e Ca$his)     | 12          | —           | 32          | The Re-Up                                                |
| 2007 | Jimmy Crack Corn (con 50 Cent)                         | —           | —           | —           | The Re-Up                                                |
| 2009 | Crack a Bottle                                         | 1           | 18          | 4           | Relapse                                                  |
| 2009 | We Made You                                            | 9           | 1           | 4           | Relapse                                                  |
| 2009 | 3 a.m.                                                 | 32          | 69          | 56          | Relapse                                                  |
| 2009 | Beautiful                                              | 17          | 33          | 12          | Relapse                                                  |
| 2010 | Not Afraid                                             | 1           | 4           | 5           | Recovery                                                 |
| 2010 | Love the Way You Lie (con Rihanna)                     | 1           | 1           | 2           | Recovery                                                 |
| 2010 | No Love                                                | 23          | 7           | 33          | Recovery                                                 |
| 2011 | Space Bound                                            | 119         | 34          | 51          | Recovery                                                 |
| 2013 | Berzerk                                                | 3           | 5           | 2           | The Marshall Mathers LP 2                                |
| 2013 | Survival                                               | 16          | 18          | 10          | The Marshall Mathers LP 2                                |
| 2013 | Rap God                                                | 7           | 15          | 5           | The Marshall Mathers LP 2                                |
| 2013 | The Monster (con Rihanna)                              | 1           | 1           | 1           | The Marshall Mathers LP 2                                |
| 2014 | Headlights                                             | 45          | 21          | —           | The Marshall Mathers LP 2                                |
| 2014 | Guts Over Fear (con Sia)                               | 22          | 22          | —           | Shady XV                                                 |
| 2015 | Phenomenal                                             | 47          | —           | —           | Southpaw (Music from and Inspired by the Motion Picture) |
| 2015 | Kings Never Die (con Gwen Stefani)                     | 80          | —           | —           | Southpaw (Music from and Inspired by the Motion Picture) |
| 2017 | Walk on Water (ft. Beyoncé)                            | 14          | 10          | 7           | Revival                                                  |
| 2017 | River (ft. Ed Sheeran)                                 | 11          | 2           | 1           | Revival                                                  |
| 2018 | Chloraseptic (Remix) (ft. 2 Chainz & Phreshe)          | —           | —           | —           | Revival                                                  |
| 2018 | Nowhere Fast (ft. Kehlani)                             | —           | 76          | —           | Revival                                                  |
| 2018 | Remind Me                                              | —           | 83          | —           | Revival                                                  |
| 2018 | Fall                                                   | 12          | 22          | —           | Kamikaze                                                 |
| 2018 | Killshot                                               | 3           | 11          | —           | /                                                        |
| 2018 | Venom                                                  | 43          | 25          | —           | Kamikaze                                                 |
| 2018 | Lucky You                                              | 6           | 4           | —           | Kamikaze                                                 |
| 2020 | Godzilla (feat. Juice Wrld)                            | 3           | 3           | 1           | Music to Be Murdered By                                  |
| 2020 | The Adventures of Moon Man & Slim Shady (con Kid Cudi) | 22          | 90          | 44          | /                                                        |
| 2020 | Black Magic (con Skylar Grey)                          | 106         | —           | 100         | Music to Be Murdered By - Side B                         |
| 2021 | Killer (Remix) (feat. Jack Harlow & Cordae)            | 62          | —           | —           | /                                                        |
| 2022 | From the D 2 the LBC (con Snoop Dogg)                  | 72          | —           | 51          | /                                                        |
| 2024 | Houdini                                                | 2           | 1           | 1           | The Death of Slim Shady (Coup de Grâce)                  |

### Come artista ospite
| Anno | Titolo                                                | Classifiche | Classifiche | Classifiche | Album di provenienza            |
| Anno | Titolo                                                | USA         | AUS         | UK          | Album di provenienza            |
| ---- | ----------------------------------------------------- | ----------- | ----------- | ----------- | ------------------------------- |
| 1999 | Dead Wrong (con The Notorious B.I.G.)                 | —           | —           | —           | Born Again                      |
| 2003 | One Day at a Time (Em's Version) (con 2Pac & Outlawz) | —           | —           | —           | Tupac: Resurrection             |
| 2005 | Welcome 2 Detroit (con Trick-Trick)                   | —           | —           | —           | The People vs.                  |
| 2006 | Smack That (con Akon)                                 | 2           | 2           | 1           | Konvicted                       |
| 2007 | Touchdown (con T.I.)                                  | —           | —           | —           | T.I. vs T.I.P.                  |
| 2010 | Drop the World (con Lil Wayne)                        | —           | 51          | —           | Rebirth                         |
| 2011 | I Need a Doctor (con Dr. Dre e Skylar Grey)           | 4           | —           | 11          | Detox                           |
| 2012 | C'mon Let Me Ride (con Skylar Grey)                   | —           | —           | —           | Don't Look Down                 |
| 2015 | Medicine Man (con Dr. Dre)                            | —           | —           | —           | Compton                         |
| 2018 | Caterpillar (con Royce da 5'9" e King Green)          | —           | —           | —           | Book of Ryan                    |
| 2019 | Homicide (con Logic)                                  | 5           | 6           | 15          | Confessions of a Dangerous Mind |

## Videografia

### Album video
| Data | Titolo                       | Premi       |
| ---- | ---------------------------- | ----------- |
| 2000 | The Up In Smoke Tour         | -           |
| 2000 | E                            | US: Platino |
| 2002 | The Slim Shady Show          | -           |
| 2002 | All Access Europe            | US: Platino |
| 2005 | The Anger Management Tour    | -           |
| 2007 | Live from New York City 2005 | -           |

### Video musicali
| Anno | Titolo                                             | Regista                                |
| ---- | -------------------------------------------------- | -------------------------------------- |
| 1999 | Just Don't Give a Fuck                             |                                        |
| 1999 | The Anthem (con Sway & Tech)                       |                                        |
| 1999 | Dead Wrong (con Notorious B.I.G.)                  | Brian Kushnefr                         |
| 1999 | My Name Is                                         | Dr. Dre, Philip G. Atwell              |
| 1999 | Guilty Conscience (con Dr. Dre)                    | Dr. Dre, Philip G. Atwell              |
| 1999 | Role Model                                         | Dr. Dre, Philip G. Atwell              |
| 2000 | Forgot About Dre (con Dr. Dre)                     | Philip G. Atwell                       |
| 2000 | The Real Slim Shady                                | Dr. Dre, Philip G. Atwell              |
| 2000 | The Way I Am                                       | Paul Hunter                            |
| 2000 | Stan (con Dido)                                    | Dr. Dre, Philip G. Atwell              |
| 2001 | Shit on You (con i D12)                            |                                        |
| 2001 | Purple Hills (con i D12)                           | Joseph Kahn                            |
| 2001 | Fight Music (con i D12)                            | Marc Klasfeld                          |
| 2001 | Rock City (con Royce da 5'9")                      | Antti J                                |
| 2002 | Without Me                                         | Joseph Kahn                            |
| 2002 | Cleanin' Out My Closet                             | Dr. Dre Philip G. Atwell               |
| 2002 | Lose Yourself                                      | Eminem Paul Rosenberg Philip G. Atwell |
| 2003 | Sing for the Moment                                | Jeff Grippe Philip G. Atwell           |
| 2003 | White America                                      |                                        |
| 2003 | Superman (con Dina Rae)                            |                                        |
| 2004 | My Band (con i D12)                                | Philip G. Atwell                       |
| 2004 | 40 Oz. (con i D12)                                 | Davy Duhamel                           |
| 2004 | How Come (con i D12)                               | Davy Duhamel                           |
| 2004 | Git Up (con i D12)                                 | Davy Duhamel                           |
| 2004 | Just Lose It                                       | Philip G. Atwell                       |
| 2004 | Mosh                                               | Ian Inaba                              |
| 2004 | U R the One                                        |                                        |
| 2004 | Like Toy Soldiers                                  | The Saline Project                     |
| 2005 | Mockingbird                                        | Eminem, Quig                           |
| 2005 | Ass Like That                                      | Philip G. Atwell                       |
| 2005 | When I'm Gone                                      | Anthony Mandler                        |
| 2005 | Welcome to Detroit (con Trick-Trick)               |                                        |
| 2006 | Shake That (con Nate Dogg)                         |                                        |
| 2006 | Smack That (con Akon)                              |                                        |
| 2006 | You Don't Know (con 50 Cent, Lloyd Banks e Ca$his) |                                        |
| 2009 | We Made You                                        | Joseph Kahn                            |
| 2009 | 3 a.m.                                             | Syndrome                               |
| 2009 | Crack a Bottle                                     |                                        |
| 2009 | Beautiful                                          | Anthony Mandler                        |
| 2010 | Not Afraid                                         |                                        |
| 2010 | Love The Way You Lie (con Rihanna)                 |                                        |
| 2010 | No Love (con Lil Wayne)                            |                                        |
| 2011 | Space Bound                                        |                                        |
| 2013 | Berzerk                                            |                                        |
| 2013 | Survival                                           |                                        |
| 2013 | Rap God                                            |                                        |
| 2013 | The Monster (con Rihanna)                          |                                        |
| 2014 | Headlights                                         |                                        |
| 2014 | Guts Over Fear (con Sia)                           |                                        |
| 2015 | Phenomenal                                         | John Malkovich                         |
| 2017 | Walk on Water (feat. Beyoncé)                      |                                        |
| 2018 | River (feat. Ed Sheeran)                           |                                        |